# Juan Carlos Lorenzo
Juan Carlos Lorenzo (Buenos Aires, 27 de octubre de 1922-Buenos Aires, 14 de noviembre de 2001), más conocido como el Toto, fue un futbolista y entrenador argentino.
Destacó principalmente como entrenador llegando a forjar una prestigiosa carrera, ganando una notable cantidad de títulos tantos nacionales como internacionales en diferentes clubes, especialmente en la Argentina. Es considerado como uno de los mejores entrenadores de la historia del fútbol argentino y un técnico adelantado para su época.
Como futbolista surgió de las juveniles de Chacarita, siendo parte del plantel que lograría el ascenso a la primera división de Argentina en el año 1941. Tuvo un paso por Boca Juniors, logrando tres títulos, que consisten en una copa nacional y dos copas rioplatenses. Destacó en su estadía en el RCD Mallorca, llegando a ser futbolista y entrenador al mismo tiempo y logrando el ascenso de la tercera a la primera división de España en tan solo dos años.
Ya en su carrera como director técnico, se consagraría al conseguir un bicampeonato local con San Lorenzo en el año 1972, ganando uno de ellos de forma invicta. Como entrenador del club Atlético de Madrid, tendría un excelso rendimiento y lograría terminar como subcampeón de la Copa de Europa 1974. 
Sus mayores logros los consiguió dirigiendo al Club Atlético Boca Juniors, club al cual llevó a ganar un total de cinco títulos. En el ámbito nacional consagró al conjunto «xeneize» con un bicampeonato de la Primera división en el año 1976, siendo este el segundo para el Toto. Además de conseguir tres títulos internacionales, las dos primeras Copa Libertadores del club, en el año 1977 y 1978; además de la Copa Intercontinental 1977, siendo esta la primera que ganó el conjunto «xeneize» en su historia.

## Trayectoria como jugador
De joven jugó en Nueva Chicago, pero debutó en primera el 24 de noviembre de 1940 jugando para Chacarita Juniors. 
En 1944 fue transferido a Boca Juniors y tras dos años en el mismo se marchó en 1948 a Quilmes y luego se marcha a italiano Sampdoria donde permaneció hasta 1952. 
Luego fichó para el francés FC Nancy, y en España para Atlético de Madrid, Rayo Vallecano, y RCD Mallorca, club en el que en 1958 fue técnico y jugador a la vez.
En total ganó tres títulos en su etapa como jugador, el primero fue el ascenso ganando la segunda división de Argentina con Chacarita Juniors, el segundo fue la Copa de Competencia Británica en 1946 con Boca Juniors y el tercero fue la tercera división de España con el Mallorca. Además ganó dos títulos internacionales con Boca, dos Copa de Confraternidad Escobar-Gerona en 1945 y 1946.

## Trayectoria como técnico

### Inicios

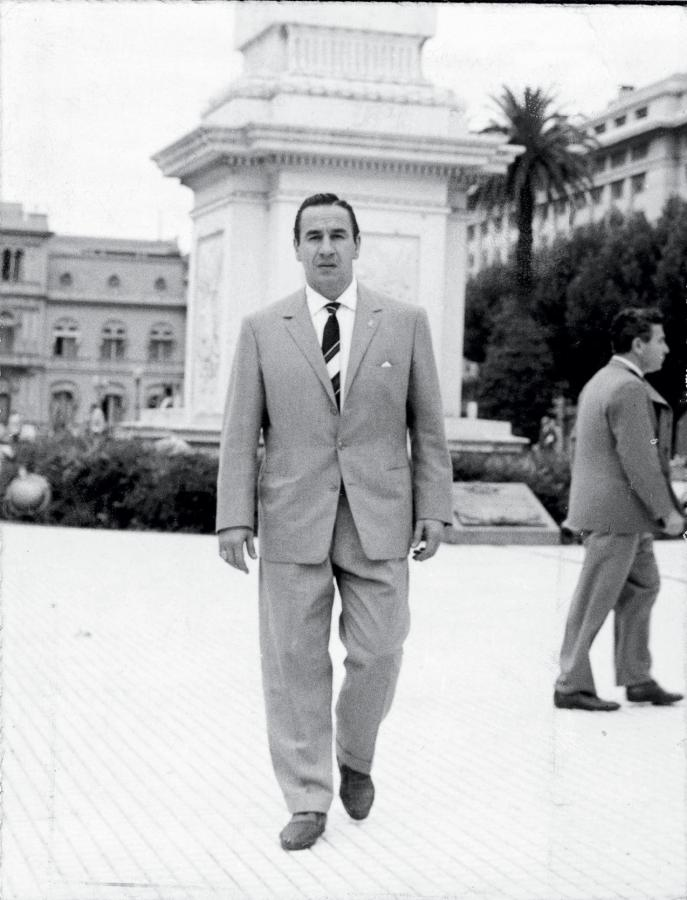
El «Toto» Lorenzo en la plaza de Mayo, año 1962

Una vez consolidado solamente como director técnico del Real Club Deportivo Mallorca logró una marca sorprendente para los hinchas, ascendió desde tercera división hasta la primera división en años consecutivos.
Influenciado por el ítalo-argentino Helenio Herrera y tras sus éxitos conseguidos en España, Lorenzo fue contratado por San Lorenzo en 1961, y dirigió a la selección de Argentina en la Copa Mundial de 1962.

### 1958-1964: AS Roma, campeón de Copa Italia
Luego de la experiencia en el equipo nacional, el Toto regresó a Europa para dirigir a Lazio y AS Roma, los dos equipos más importantes de la capital italiana, en su primer paso por la Lazio se retiró del club sin títulos mientras que en su paso por la Roma ganó la Copa de Italia.

### 1965-1974: paso por clubes argentinos y europeos
En la etapa previa a la Copa Mundial de 1966, los dirigentes de la AFA volvieron a llamar a Lorenzo para que el Toto los dirigiese durante el desarrollo del torneo intercontinental. Tras lograr el quinto lugar en el Mundial con Argentina, volvió a dirigir en su país natal, esta vez en River Plate, un breve paso que no duró más de un año le bastó para volver a la Lazio. En el club ganaría la Serie B, llevando a los blanquicelestes a la primera división de Italia.
Después de dirigir el club italiano volvió a San Lorenzo, donde en 1972 obtuvo el bicampeonato al ganar el título Metropolitano y el Nacional de la AFA con San Lorenzo, el segundo de estos de manera invicta. Al año siguiente dejó al equipo porteño y aceptó el cargo de entrenador en Atlético de Madrid en donde perdió la final de la Copa de Campeones de Europa de 1974 frente a Bayern de Múnich.

### 1975-1981: primera Intercontinental de Boca y dos Libertadores
En 1975 regresó a Argentina para dirigir al recién ascendido Unión de Santa Fe y tras una buena campaña en la que logró el cuarto puesto pasó a Boca Juniors, donde comenzó su etapa «más exitosa» como entrenador en cuanto a títulos, ya que logró el bicampeonato de 1976 (Campeonato Metropolitano 1976 y Campeonato Nacional 1976) y las dos Copas Libertadores de América de 1977 y 1978 además de ganar por primera vez en la historia de Boca Juniors la Copa Intercontinental 1977 venciendo al Borussia Mönchengladbach alemán en la final. 
Luego de su exitoso paso por Boca Juniors, dirigió en breves pero infructíferas etapas a Racing Club, Argentinos Juniors, San Lorenzo (equipo con el cual descendió en 1981).

### 1982-1987: equipos de Argentina, México y Colombia
En 1982 fue fichado por el Atlante de México en donde participó como director técnico de la campaña de 1983, en la cual el equipo ascendió a primera división dirigiendo los primeros doce partidos del torneo; luego pasó por Vélez Sarsfield y Atlanta. En 1987 volvió a Boca Juniors pero su campaña no fue tan exitosa en resultados y se retiró definitivamente de la dirección técnica tras 30 años de trabajo ininterrumpidos y una importante cosecha de títulos y triunfos.

## Selección nacional
Juan Carlos Lorenzo dirigió a la selección de Argentina en las fases finales de la Copa Mundial de 1962 y 1966 con distinta suerte. En Chile fue rápidamente eliminado en la primera rueda. En Inglaterra el equipo logró pasar la primera fase y fue eliminado por la selección local, que posteriormente se consagraría campeona, en un partido con un arbitraje dudoso. Al término del partido, el entrenador inglés Alf Ramsey hizo el famoso comentario «Los argentinos juegan como animales».

## Fallecimiento
Juan Carlos Lorenzo falleció a los setenta y nueve años en Buenos Aires. Padecía una neumonía y diabetes. La noticia fue comunicada por su hijo Carlos. Su cuerpo fue cremado y sus cenizas fueron esparcidas detrás de un arco del estadio de Boca Juniors, según reveló su hija Beatriz.

## Clubes

### Como jugador
| Club               | País      | Año       |
| ------------------ | --------- | --------- |
| Chacarita Juniors  | Argentina | 1940-1944 |
| Boca Juniors       | Argentina | 1945-1947 |
| Quilmes            | Argentina | 1948-1949 |
| Sampdoria          | Italia    | 1949-1951 |
| FC Nancy           | Francia   | 1952-1954 |
| Atlético de Madrid | España    | 1954-1957 |
| Rayo Vallecano     | España    | 1957-1958 |
| RCD Mallorca       | España    | 1958-1959 |

### Como entrenador
| Club                  | País      | Año       |
| --------------------- | --------- | --------- |
| RCD Mallorca          | España    | 1959-1960 |
| San Lorenzo           | Argentina | 1961      |
| Selección argentina   | Argentina | 1962      |
| SS Lazio              | Italia    | 1962-1964 |
| AS Roma               | Italia    | 1964-1965 |
| Selección argentina   | Argentina | 1966      |
| River Plate           | Argentina | 1967      |
| SS Lazio              | Italia    | 1968-1971 |
| San Lorenzo           | Argentina | 1972-1973 |
| Atlético Madrid       | España    | 1974      |
| Unión de Santa Fe     | Argentina | 1975      |
| Boca Juniors          | Argentina | 1976-1979 |
| Racing Club           | Argentina | 1980      |
| Argentinos Juniors    | Argentina | 1981      |
| San Lorenzo           | Argentina | 1981-1982 |
| Atlante               | México    | 1982      |
| Vélez Sarsfield       | Argentina | 1982-1983 |
| Club Atlético Atlanta | Argentina | 1983      |
| SS Lazio              | Italia    | 1984      |
| San Lorenzo           | Argentina | 1985      |
| Boca Juniors          | Argentina | 1987      |

## Estadísticas

### Como entrenador

#### Clubes
| Equipo                       | Div.                | Temporada           | Liga  | Liga | Liga | Liga | Liga |       | Copa | Copa | Copa | Copa  |    | Internacional | Internacional | Internacional | Internacional | Internacional |   | Otros | Otros | Otros | Otros |     | Totales     | Totales | Totales | Totales | Totales | Totales | Totales | Totales |
| Equipo                       | Div.                | Temporada           | Part. | G    | E    | P    | Pos. | Part. | G    | E    | P    | Part. | G  | E             | P             | Pos.          | Part.         | G             | E | P     | Part. | G     | E     | P   | Rendimiento | GF      | GC      | Dif.    |         |         |         |         |
| ---------------------------- | ------------------- | ------------------- | ----- | ---- | ---- | ---- | ---- | ----- | ---- | ---- | ---- | ----- | -- | ------------- | ------------- | ------------- | ------------- | ------------- | - | ----- | ----- | ----- | ----- | --- | ----------- | ------- | ------- | ------- | ------- | ------- | ------- | ------- |
| RCD Mallorca · España        | 3.ª                 | 1958-59             | 30    | 25   | 4    | 1    | 1.º  | -     | -    | -    | -    | -     | -  | -             | -             | -             | 4             | 2             | 2 | 0     | 34    | 27    | 6     | 1   | 88.23 %     | 114     | 10      | +104    |         |         |         |         |
| RCD Mallorca · España        | 2.ª                 | 1959-60             | 30    | 16   | 8    | 6    | 1.º  | 8     | 3    | 3    | 2    | -     | -  | -             | -             | -             | -             | -             | - | -     | 38    | 19    | 11    | 8   | 64.47 %     | 54      | 27      | +27     |         |         |         |         |
| RCD Mallorca · España        | 1.ª                 | 1960-61             | 13    | 3    | 4    | 6    | Inc. | -     | -    | -    | -    | -     | -  | -             | -             | -             | -             | -             | - | -     | 13    | 3     | 4     | 6   | 38.46 %     | 11      | 18      | -7      |         |         |         |         |
| San Lorenzo Argentina        | 1.ª                 | 1961                | 21    | 12   | 5    | 4    | 2.º  | -     | -    | -    | -    | -     | -  | -             | -             | -             | -             | -             | - | -     | 21    | 12    | 5     | 4   | 69.04 %     | 40      | 20      | +20     |         |         |         |         |
| San Lorenzo Argentina        | 1.ª                 | 1962                | 13    | 3    | 4    | 6    | Inc. | -     | -    | -    | -    | -     | -  | -             | -             | -             | -             | -             | - | -     | 13    | 3     | 4     | 6   | 38.46 %     | 15      | 23      | -8      |         |         |         |         |
| SS Lazio · Italia            | 2.ª                 | 1962-63             | 33    | 17   | 8    | 8    | 3.º  | -     | -    | -    | -    | -     | -  | -             | -             | -             | -             | -             | - | -     | 33    | 17    | 8     | 8   | 63.64 %     | 45      | 28      | +17     |         |         |         |         |
| SS Lazio · Italia            | 1.ª                 | 1963-64             | 34    | 9    | 12   | 13   | 9.º  | 1     | 0    | 0    | 1    | -     | -  | -             | -             | -             | -             | -             | - | -     | 35    | 9     | 12    | 14  | 42.85 %     | 21      | 25      | -4      |         |         |         |         |
| AS Roma · Italia             | 1.ª                 | 1963-64             | -     | -    | -    | -    | -    | 2     | 1    | 1    | 0    | -     | -  | -             | -             | -             | -             | -             | - | -     | 2     | 1     | 1     | 0   | 75 %        | 1       | 0       | +1      |         |         |         |         |
| AS Roma · Italia             | 1.ª                 | 1964-65             | 34    | 8    | 15   | 11   | 10.º | 2     | 1    | 1    | 0    | 6     | 2  | 2             | 2             | 1/8           | -             | -             | - | -     | 42    | 11    | 18    | 13  | 47.62 %     | 39      | 42      | -3      |         |         |         |         |
| AS Roma · Italia             | Total club          | Total club          | 34    | 8    | 15   | 11   | -    | 4     | 2    | 2    | 0    | 6     | 2  | 2             | 2             | -             | 0             | 0             | 0 | 0     | 44    | 12    | 19    | 13  | 48.86 %     | 40      | 42      | -2      |         |         |         |         |
| San Lorenzo Argentina        | 1.ª                 | 1965                | 20    | 9    | 4    | 7    | 9.º  | -     | -    | -    | -    | -     | -  | -             | -             | -             | -             | -             | - | -     | 20    | 9     | 4     | 7   | 55 %        | 26      | 19      | +7      |         |         |         |         |
| San Lorenzo Argentina        | 1.ª                 | 1966                | 8     | 3    | 1    | 4    | Inc. | -     | -    | -    | -    | -     | -  | -             | -             | -             | -             | -             | - | -     | 8     | 3     | 1     | 4   | 43.75 %     | 9       | 9       | 0       |         |         |         |         |
| River Plate Argentina        | 1.ª                 | 1967-M              | 15    | 4    | 4    | 7    | Inc. | -     | -    | -    | -    | 13    | 6  | 4             | 3             | Inc.          | -             | -             | - | -     | 28    | 10    | 8     | 10  | 50 %        | 51      | 32      | +19     |         |         |         |         |
| River Plate Argentina        | Total club          | Total club          | 15    | 4    | 4    | 7    | -    | 0     | 0    | 0    | 0    | 13    | 6  | 4             | 3             | -             | 0             | 0             | 0 | 0     | 28    | 10    | 8     | 10  | 50 %        | 51      | 32      | +19     |         |         |         |         |
| RCD Mallorca · España        | 2.ª                 | 1967-68             | 6     | 3    | 1    | 2    | Inc. | -     | -    | -    | -    | -     | -  | -             | -             | -             | -             | -             | - | -     | 6     | 3     | 1     | 2   | 58.33 %     | 6       | 2       | +4      |         |         |         |         |
| RCD Mallorca · España        | Total club          | Total club          | 79    | 47   | 17   | 15   | -    | 8     | 3    | 3    | 2    | 0     | 0  | 0             | 0             | -             | 4             | 2             | 2 | 0     | 91    | 52    | 22    | 17  | 69.23 %     | 185     | 57      | +128    |         |         |         |         |
| SS Lazio · Italia            | 2.ª                 | 1968-69             | 38    | 17   | 16   | 5    | 1.º  | 3     | 0    | 2    | 1    | -     | -  | -             | -             | -             | -             | -             | - | -     | 41    | 17    | 18    | 6   | 63.41 %     | 57      | 30      | +27     |         |         |         |         |
| SS Lazio · Italia            | 1.ª                 | 1969-70             | 30    | 11   | 7    | 12   | 8.º  | 3     | 0    | 1    | 2    | 2     | 0  | 1             | 1             | 1/8           | -             | -             | - | -     | 35    | 11    | 9     | 15  | 44.29 %     | 35      | 38      | -3      |         |         |         |         |
| SS Lazio · Italia            | 1.ª                 | 1970-71             | 30    | 5    | 12   | 13   | 15.º | 3     | 2    | 0    | 1    | 2     | 0  | 1             | 1             | 1/32          | -             | -             | - | -     | 35    | 7     | 13    | 15  | 38.57 %     | 35      | 50      | -15     |         |         |         |         |
| San Lorenzo Argentina        | 1.ª                 | 1972-M              | 29    | 14   | 13   | 2    | 1.º  | -     | -    | -    | -    | -     | -  | -             | -             | -             | -             | -             | - | -     | 29    | 14    | 13    | 2   | 70.69 %     | 50      | 28      | +22     |         |         |         |         |
| San Lorenzo Argentina        | 1.ª                 | 1972-N              | 14    | 11   | 3    | 0    | 1.º  | -     | -    | -    | -    | -     | -  | -             | -             | -             | -             | -             | - | -     | 14    | 11    | 3     | 0   | 89.28 %     | 30      | 6       | +24     |         |         |         |         |
| San Lorenzo Argentina        | 1.ª                 | 1973-M              | 21    | 11   | 5    | 5    | Inc. | -     | -    | -    | -    | 10    | 6  | 2             | 2             | 1/2           | -             | -             | - | -     | 31    | 17    | 7     | 7   | 66.13 %     | 57      | 32      | +25     |         |         |         |         |
| Atlético de Madrid · España  | 1.ª                 | 1973-74             | 34    | 18   | 6    | 10   | 2.º  | 6     | 3    | 1    | 2    | 10    | 4  | 5             | 1             | 2.º           | -             | -             | - | -     | 50    | 25    | 12    | 13  | 62 %        | 71      | 44      | +27     |         |         |         |         |
| Atlético de Madrid · España  | 1.ª                 | 1974-75             | 9     | 2    | 4    | 3    | Inc. | -     | -    | -    | -    | 4     | 1  | 2             | 1             | 1/16          | -             | -             | - | -     | 13    | 3     | 6     | 4   | 46.16 %     | 20      | 17      | +3      |         |         |         |         |
| Atlético de Madrid · España  | Total club          | Total club          | 43    | 20   | 10   | 13   | -    | 6     | 3    | 1    | 2    | 14    | 5  | 7             | 2             | -             | 0             | 0             | 0 | 0     | 63    | 28    | 18    | 17  | 58.73 %     | 91      | 61      | +30     |         |         |         |         |
| Unión Argentina              | 1.ª                 | 1975-M              | 38    | 20   | 9    | 9    | 4.º  | -     | -    | -    | -    | -     | -  | -             | -             | -             | -             | -             | - | -     | 38    | 20    | 9     | 9   | 64.47 %     | 65      | 42      | +23     |         |         |         |         |
| Unión Argentina              | 1.ª                 | 1975-N              | 16    | 5    | 6    | 5    | FG   | -     | -    | -    | -    | -     | -  | -             | -             | -             | -             | -             | - | -     | 16    | 5     | 6     | 5   | 50 %        | 23      | 19      | +4      |         |         |         |         |
| Unión Argentina              | Total club          | Total club          | 54    | 25   | 15   | 14   | -    | 0     | 0    | 0    | 0    | 0     | 0  | 0             | 0             | -             | 0             | 0             | 0 | 0     | 54    | 25    | 15    | 14  | 60.19 %     | 88      | 61      | +27     |         |         |         |         |
| Boca Juniors Argentina       | 1.ª                 | 1976-M              | 33    | 17   | 10   | 6    | 1.º  | -     | -    | -    | -    | -     | -  | -             | -             | -             | -             | -             | - | -     | 33    | 17    | 10    | 6   | 66.67 %     | 48      | 30      | +18     |         |         |         |         |
| Boca Juniors Argentina       | 1.ª                 | 1976-N              | 20    | 14   | 3    | 3    | 1.º  | -     | -    | -    | -    | -     | -  | -             | -             | -             | -             | -             | - | -     | 20    | 14    | 3     | 3   | 77.5 %      | 30      | 12      | +18     |         |         |         |         |
| Boca Juniors Argentina       | 1.ª                 | 1977-M              | 44    | 22   | 9    | 13   | 4.º  | -     | -    | -    | -    | 13    | 7  | 5             | 1             | 1.º           | -             | -             | - | -     | 57    | 29    | 14    | 14  | 63.16 %     | 77      | 48      | +29     |         |         |         |         |
| Boca Juniors Argentina       | 1.ª                 | 1977-N              | 14    | 7    | 3    | 4    | FG   | -     | -    | -    | -    | -     | -  | -             | -             | -             | -             | -             | - | -     | 14    | 7     | 3     | 4   | 60.71 %     | 22      | 16      | +6      |         |         |         |         |
| Boca Juniors Argentina       | 1.ª                 | 1978-M              | 40    | 20   | 13   | 7    | 2.º  | -     | -    | -    | -    | 6     | 4  | 2             | 0             | 1.º           | 5             | 2             | 1 | 2     | 51    | 26    | 16    | 9   | 66.67 %     | 78      | 52      | +26     |         |         |         |         |
| Boca Juniors Argentina       | 1.ª                 | 1978-N              | 14    | 7    | 1    | 6    | FG   | -     | -    | -    | -    | -     | -  | -             | -             | -             | -             | -             | - | -     | 14    | 7     | 1     | 6   | 53.57 %     | 19      | 25      | -6      |         |         |         |         |
| Boca Juniors Argentina       | 1.ª                 | 1979-M              | 18    | 7    | 6    | 5    | FG   | -     | -    | -    | -    | 7     | 3  | 2             | 2             | 2.º           | -             | -             | - | -     | 25    | 10    | 8     | 7   | 48 %        | 31      | 22      | +9      |         |         |         |         |
| Boca Juniors Argentina       | 1.ª                 | 1979-N              | 14    | 5    | 7    | 2    | FG   | -     | -    | -    | -    | -     | -  | -             | -             | -             | -             | -             | - | -     | 14    | 5     | 7     | 2   | 60.71 %     | 15      | 11      | +4      |         |         |         |         |
| Racing Club Argentina        | 1.ª                 | 1980-M              | 34    | 8    | 17   | 9    | Inc. | -     | -    | -    | -    | -     | -  | -             | -             | -             | -             | -             | - | -     | 34    | 8     | 17    | 9   | 48.53 %     | 34      | 34      | 0       |         |         |         |         |
| Racing Club Argentina        | Total club          | Total club          | 34    | 8    | 17   | 9    | -    | 0     | 0    | 0    | 0    | 0     | 0  | 0             | 0             | -             | 0             | 0             | 0 | 0     | 34    | 8     | 17    | 9   | 48.53 %     | 34      | 34      | 0       |         |         |         |         |
| Atlante · México             | 1.ª                 | 1980-81             | 8     | 2    | 2    | 4    | Inc. | -     | -    | -    | -    | -     | -  | -             | -             | -             | -             | -             | - | -     | 8     | 2     | 2     | 4   | 37.5 %      | 7       | 12      | -5      |         |         |         |         |
| Atlante · México             | Total club          | Total club          | 8     | 2    | 2    | 4    | -    | 0     | 0    | 0    | 0    | 0     | 0  | 0             | 0             | -             | 0             | 0             | 0 | 0     | 8     | 2     | 2     | 4   | 37.5 %      | 7       | 12      | -5      |         |         |         |         |
| Argentinos Juniors Argentina | 1.ª                 | 1981-M              | 2     | 0    | 0    | 2    | Inc. | -     | -    | -    | -    | -     | -  | -             | -             | -             | -             | -             | - | -     | 2     | 0     | 0     | 2   | 0 %         | 1       | 5       | -4      |         |         |         |         |
| Argentinos Juniors Argentina | Total club          | Total club          | 2     | 0    | 0    | 2    | -    | 0     | 0    | 0    | 0    | 0     | 0  | 0             | 0             | -             | 0             | 0             | 0 | 0     | 2     | 0     | 0     | 2   | 0 %         | 1       | 5       | -4      |         |         |         |         |
| San Lorenzo Argentina        | 1.ª                 | 1981-M              | 8     | 1    | 4    | 3    | 17.º | -     | -    | -    | -    | -     | -  | -             | -             | -             | -             | -             | - | -     | 8     | 1     | 4     | 3   | 37.5 %      | 7       | 12      | -5      |         |         |         |         |
| San Lorenzo Argentina        | 1.ª                 | 1981-N              | 14    | 4    | 6    | 4    | FG   | -     | -    | -    | -    | -     | -  | -             | -             | -             | -             | -             | - | -     | 14    | 4     | 6     | 4   | 50 %        | 14      | 15      | -1      |         |         |         |         |
| San Lorenzo Argentina        | 2.ª                 | 1982                | 18    | 8    | 8    | 2    | Inc. | -     | -    | -    | -    | -     | -  | -             | -             | -             | -             | -             | - | -     | 18    | 8     | 8     | 2   | 66.66 %     | 26      | 14      | +12     |         |         |         |         |
| Vélez Sarsfield Argentina    | 1.ª                 | 1982-M              | 36    | 16   | 10   | 10   | 5.º  | -     | -    | -    | -    | -     | -  | -             | -             | -             | -             | -             | - | -     | 36    | 16    | 10    | 10  | 58.33 %     | 45      | 37      | +8      |         |         |         |         |
| Vélez Sarsfield Argentina    | 1.ª                 | 1983-N              | 14    | 8    | 3    | 3    | 1/8  | -     | -    | -    | -    | -     | -  | -             | -             | -             | -             | -             | - | -     | 14    | 8     | 3     | 3   | 67.85 %     | 17      | 10      | +7      |         |         |         |         |
| Vélez Sarsfield Argentina    | 1.ª                 | 1983-M              | 4     | 1    | 2    | 1    | Inc. | -     | -    | -    | -    | -     | -  | -             | -             | -             | -             | -             | - | -     | 4     | 1     | 2     | 1   | 50 %        | 5       | 5       | 0       |         |         |         |         |
| Vélez Sarsfield Argentina    | Total club          | Total club          | 54    | 25   | 15   | 14   | -    | 0     | 0    | 0    | 0    | 0     | 0  | 0             | 0             | -             | 0             | 0             | 0 | 0     | 54    | 25    | 15    | 14  | 60.19 %     | 67      | 52      | +15     |         |         |         |         |
| Atlanta Argentina            | 2.ª                 | 1983                | 12    | 6    | 6    | 0    | 1.º  | -     | -    | -    | -    | -     | -  | -             | -             | -             | -             | -             | - | -     | 12    | 6     | 6     | 0   | 75 %        | 13      | 7       | +6      |         |         |         |         |
| Atlanta Argentina            | Total club          | Total club          | 12    | 6    | 6    | 0    | -    | 0     | 0    | 0    | 0    | 0     | 0  | 0             | 0             | -             | 0             | 0             | 0 | 0     | 12    | 6     | 6     | 0   | 75 %        | 13      | 7       | +6      |         |         |         |         |
| SS Lazio · Italia            | 1.ª                 | 1984-85             | 18    | 2    | 6    | 10   | Inc. | -     | -    | -    | -    | -     | -  | -             | -             | -             | -             | -             | - | -     | 18    | 2     | 6     | 10  | 27.78 %     | 10      | 25      | -15     |         |         |         |         |
| SS Lazio · Italia            | Total club          | Total club          | 183   | 61   | 61   | 61   | -    | 10    | 2    | 3    | 5    | 4     | 0  | 2             | 2             | -             | 0             | 0             | 0 | 0     | 197   | 63    | 66    | 68  | 48.73 %     | 203     | 196     | +7      |         |         |         |         |
| San Lorenzo Argentina        | 1.ª                 | 1985-86             | 3     | 0    | 1    | 2    | Inc. | -     | -    | -    | -    | -     | -  | -             | -             | -             | -             | -             | - | -     | 3     | 0     | 1     | 2   | 16.67 %     | 1       | 3       | -2      |         |         |         |         |
| San Lorenzo Argentina        | Total club          | Total club          | 169   | 76   | 54   | 39   | -    | 0     | 0    | 0    | 0    | 10    | 6  | 2             | 2             | -             | 0             | 0             | 0 | 0     | 179   | 82    | 56    | 41  | 61.45 %     | 275     | 181     | +94     |         |         |         |         |
| Boca Juniors Argentina       | 1.ª                 | 1987-88             | 14    | 3    | 3    | 8    | Inc. | -     | -    | -    | -    | -     | -  | -             | -             | -             | -             | -             | - | -     | 14    | 3     | 3     | 8   | 32.14 %     | 14      | 25      | -11     |         |         |         |         |
| Boca Juniors Argentina       | Total club          | Total club          | 211   | 102  | 55   | 54   | -    | 0     | 0    | 0    | 0    | 26    | 14 | 9             | 3             | -             | 5             | 2             | 1 | 2     | 242   | 118   | 65    | 59  | 62.19 %     | 334     | 241     | +93     |         |         |         |         |
| Total en su carrera          | Total en su carrera | Total en su carrera | 898   | 384  | 271  | 243  | -    | 28    | 10   | 9    | 9    | 73    | 33 | 26            | 14            | -             | 9             | 4             | 3 | 2     | 1008  | 431   | 309   | 268 | 58.09 %     | 1389    | 981     | +408    |         |         |         |         |
| 1. 2. 3.                     |                     |                     |       |      |      |      |      |       |      |      |      |       |    |               |               |               |               |               |   |       |       |       |       |     |             |         |         |         |         |         |         |         |

#### Selección
| Argentina           | 1962                | -   | -   | -   | -   | - | -  | -  | - | - | 3  | 1  | 1  | 1  | FG  | 2  | 1 | 1 | 0 | 5    | 2   | 2   | 1   | 60%    | 4    | 4   | 0    |
| Argentina           | 1966                | -   | -   | -   | -   | - | -  | -  | - | - | 4  | 2  | 1  | 1  | 1/4 | 2  | 0 | 1 | 1 | 6    | 2   | 2   | 2   | 53.33% | 5    | 6   | -1   |
| Total selección     | Total selección     | -   | -   | -   | -   | - | -  | -  | - | - | 7  | 3  | 2  | 2  | -   | 4  | 1 | 2 | 1 | 11   | 4   | 4   | 3   | 54.54% | 9    | 10  | -1   |
| Total en su carrera | Total en su carrera | 898 | 384 | 271 | 243 | - | 28 | 10 | 9 | 9 | 80 | 36 | 28 | 16 | -   | 13 | 5 | 5 | 3 | 1019 | 435 | 313 | 271 | 58.05% | 1398 | 991 | +407 |

## Palmarés

### Como jugador

#### Campeonatos nacionales
| Título                        | Club              | País      | Año       |
| ----------------------------- | ----------------- | --------- | --------- |
| Segunda División              | Chacarita Juniors | Argentina | 1941      |
| Copa de Competencia Británica | Boca Juniors      | Argentina | 1946      |
| Tercera División (*)          | RCD Mallorca      | España    | 1958-1959 |

(*) Logro obtenido como jugador y como entrenador al mismo tiempo.

#### Campeonatos internacionales
| Título                                | Club         | Sede final | Año  |
| ------------------------------------- | ------------ | ---------- | ---- |
| Copa de Confraternidad Escobar-Gerona | Boca Juniors | Uruguay    | 1945 |
| Copa de Confraternidad Escobar-Gerona | Boca Juniors | Argentina  | 1946 |

### Como entrenador

#### Campeonatos nacionales
| Título               | Club         | País      | Año       |
| -------------------- | ------------ | --------- | --------- |
| Tercera División (*) | RCD Mallorca | España    | 1958-1959 |
| Segunda División     | RCD Mallorca | España    | 1959-1960 |
| Copa Italia          | A.S. Roma    | Italia    | 1963-1964 |
| Serie B              | SS Lazio     | Italia    | 1969      |
| Primera división     | San Lorenzo  | Argentina | M-1972    |
| Primera división     | San Lorenzo  | Argentina | N-1972    |
| Primera división     | Boca Juniors | Argentina | M-1976    |
| Primera división     | Boca Juniors | Argentina | N-1976    |
| Primera B Nacional   | Atlanta      | Argentina | 1983      |

(*) Logro obtenido como jugador y como entrenador al mismo tiempo.

#### Copas internacionales
| Título                | Club         | Sede final   | Año  |
| --------------------- | ------------ | ------------ | ---- |
| Copa Libertadores     | Boca Juniors | Montevideo   | 1977 |
| Copa Intercontinental | Boca Juniors | Karlsruhe    | 1977 |
| Copa Libertadores     | Boca Juniors | Buenos Aires | 1978 |

(*) También logró dos subcampeonatos: con el Atlético Madrid en la Copa de Campeones de Europa 1973-74 y con Boca Juniors en la Copa Libertadores 1979.
| Predecesor: Juan Carlos Montaño | Director técnico de Vélez Sarsfield 1982-1983 | Sucesor: Roberto Rogel |